# Delta Scuti-variabel
En Delta Scuti-variabel (ibland kallad dvärgcepheid ) är en variabel stjärna som har variationer i sin magnitud på grund av både radiella och icke-radiella pulseringar i stjärnans yta. Variablerna är viktiga standardljuspunkter och har använts för att fastställa avståndet till Stora Magellanska molnet, klotformiga stjärnhopar, öppna stjärnhopar och Vintergatans centrum. Variablerna följer ett förhållande av period-luminositet i vissa passband liksom andra standardljuspunkter som cepheider. SX Phoenicis-variabler anses allmänt vara en underklass av Delta Scuti-variabler som omfattar gamla stjärnor och kan hittas i klotformiga stjärnhopar. SX Phoenicis-variablerna följer också en period-luminositetsrelation. De nyligen upptäckta snabbt oscillerande Ap-stjärnorna är också en underklass av Delta Scuti-variabler, som finns i huvudserien. En sista underklass är pre-huvudserie (PMS) Delta Scuti-variablerna.
OGLE- och MACHO-undersökningarna har upptäckt nästan 3 000 Delta Scuti-variabler i Stora Magellanska molnet. Typiska magnitudfluktuationer är från 0,003 till 0,9 enheter i färgindexet under en period av några timmar, även om amplitud och period av fluktuationerna kan variera kraftigt. Stjärnorna är vanligtvis spektraltyp A0 till F5 av jättestjärnor eller stjärnor i huvudserien. Delta Scuti-variablerna med hög amplitud  kallas också AI Velorum-stjärnor. De är den näst vanligaste variabla källan i Vintergatan efter vita dvärgar.
Delta Scuti-stjärnor har både radiella och icke-radiella pulseringar i magnitud. Icke-radiella pulseringar uppstår när vissa delar av ytan samtidigt rör sig inåt och vissa utåt. Radiella pulseringar är ett speciellt fall där stjärnan expanderar och kontraherar kring sitt jämviktstillstånd genom att ändra radien för att bibehålla sin sfäriska form. Variationerna beror på stjärnans utvidgning och krympning genom Eddington Valve (eller Kappa) Mechanism. Stjärnorna har en heliumrik atmosfär och när helium upphettas blir det mer joniserat och mer opakt. Vid den svagaste delen i cykeln har stjärnan således högt joniserat opakt helium i sin atmosfär som blockerar en del av ljusets utstrålning. Energin från det "blockerade ljuset" gör att heliumet värms upp, expanderar, joniserar, blir mer genomskinligt och släpper därför genom mer ljus. När mer ljus släpps igenom verkar stjärnan ljusare och med utvidgningen börjar heliumet svalna. Därmed kontraherar heliumet och värms upp igen och den cykliska processen fortsätter. Under hela sin livstid visar Delta Scuti-stjärnor pulseringar när de ligger på det klassiska cepheid-instabilitetsbandet. De flyttar sedan över från huvudserien till jättegrenen.
Prototypen för dessa typer av variabla stjärnor är Delta Scuti, som har fluktuationer från +4,60 till +4,79 i skenbar magnitud med en period av 4,65 timmar. Andra välkända Delta Scuti-variabler är Altair, Denebola och Beta Cassiopeiae. Vega är en misstänkt Delta Scuti-variabel, dock fortfarande obekräftat.

## Exempel på Delta Scuti-variabler
| Benämning (namn)       | Stjärnbild    | Upptäckt | Skenbar magnitud (Maximum) | Skenbar magnitud (Minimum) | Område av magnitud | Period | Spektraltyp | Kommentar        |
| ---------------------- | ------------- | -------- | -------------------------- | -------------------------- | ------------------ | ------ | ----------- | ---------------- |
| Seginus (Gamma Bootis) | Björnvaktaren |          | 3m.02                      | 3m.07                      | 0,05               | 6,96 h | A7III       |                  |
| Epsilon Cephei         | Cepheus       |          | 4m.15                      | 4m.21                      | 0,06               | 0,98 h | F0IV        |                  |
| Delta Scuti            | Skölden       |          | 4m.6                       | 4m.79                      | 0,19               | 4,65 h | F2 IIIp     | prototyp-stjärna |